# Alosa maeotica
Alosa maeotica är en fiskart som först beskrevs av Grimm 1901.  Alosa maeotica ingår i släktet Alosa och familjen sillfiskar. IUCN kategoriserar arten globalt som livskraftig. Inga underarter finns listade i Catalogue of Life.
Denna fisk förekommer i Svarta havet och i Azovska sjön. Arten saknas i Svarta havets östliga delar. Vuxna exemplar uppsöker laguner med bräckt vatten för äggläggningen.
Hanar och honor har fortplantningsförmåga när de är två år gamla. Äggläggningen och äggens befruktning sker mellan april och juni när vattnets temperatur är cirka 15° C. Vuxna exemplar vandrar sedan till havets djupare delar. De har små fiskar och kräftdjur som föda. Ungarna stannar vanligen under sin första sommar i lagunen.

## Bildgalleri

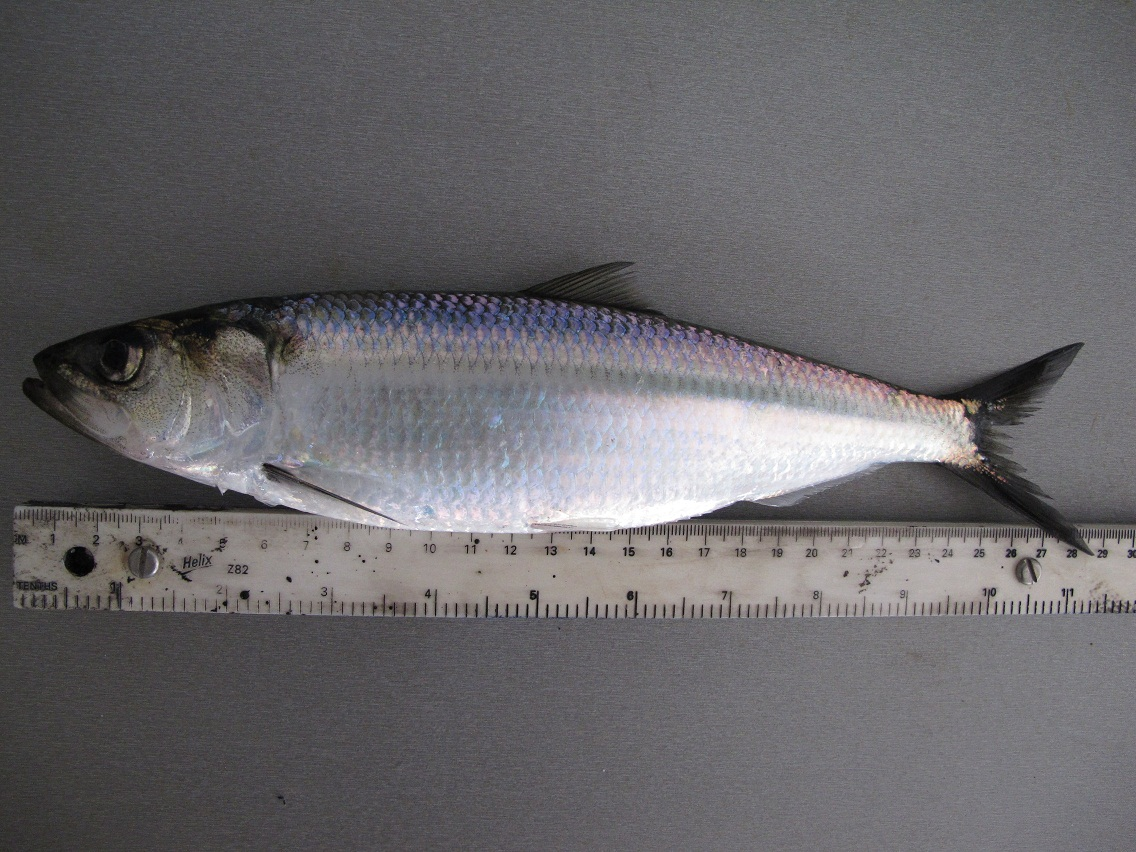